# Tempesta a les Muntanyes Rocoses, Mt. Rosalie
Tempesta a les Muntanyes Rocoses, Mt. Rosalie, el títol del qual en anglès és A Storm in the Rocky Mountains, Mt. Rosalie és un dels paisatges més importants i coneguts d'Albert Bierstadt. Aquest llenç fou pintat l'any 1866, però està basat en esbossos realitzats en una expedició de l'any 1863. Albert Bierstadt es considera un artista pertanyent a l'anonenada Rocky Mountain School, una branca de l'Escola del Riu Hudson.

## Introducció
L'any 1859, Albert Bierstadt havia ja realitzat una primera expedició, acompanyant a Frederick W. Lander, a l'Oest dels Estats Units, en la qual va tenir ocasió de contemplar les muntanyes Rocoses. A L'estiu de l'any 1863, Bierstadt va viatjar per segon cop, aquesta vegada amb l'escriptor Fitz Hugh Ludlow, al llarg de la costa oest d'Amèrica del Nord. Fitz H. Ludow era un escriptor de talent, i aquest viatge és el més ben documentat de tots els que va emprendre Bierstadt, qui va aprofitar l'expedició per realitzar nombrosos estudis en plenairisme dels diversos indrets visitats.
Segons Fitz H. Ludlow, un periodista de Denver anomenat William N. Byers va portar Bierstadt a Idaho Springs, Colorado. Allí van anar primer al Lower Chicago Lake. William Henry Jackson, deu anys després va fer una fotografia del mateix indret on havia estat Bierstadt. Des d'allí van pujar fins al Summit Lake, que actualment forma part del Mount Evans Scenic Byway. Bierstadt va quedar tan impressionat pel paisatge que tenia davant seu, que va trigar quaranta-cinc minuts per fer-ne un esbós. El nom de Mount Rosalie -que ara s'anomena Mount Evans- es refereix a Rosalie Osborne, que en aquells moments era l'esposa de Fitz Hugh Ludlow, i més tard va esdevenir l'esposa d'Albert Bierstadt.

## Anàlisi de l'obra
Pintura a l'oli sobre llenç ; 210,8 x 361,3 cm.; any 1866; Museu de Brooklyn, Nova York.
Signat a la part inferior, a la dreta: "ABierstadt / N.Y. 1866"
Aquest llenç marca el punt àlgid de la carrera artística d'Albert Bierstadt, i és el de format més gran, superat només per Domes of the Yosemite (1867), executat per a la Lockwood–Mathews Mansion, a Norwalk (Connecticut).

## Procedència
- Dick S. Ramsay Fund,
- Healy Purchase Fund B,
- Frank L. Babbott Fund,
- A. Augustus Healy Fund,
- Ella C. Woodward Memorial Fund,
- Carll H. de Silver Fund, Charles Stewart Smith Memorial Fund,
- Caroline A.L. Pratt Fund, Frederick Loeser Fund,
- Augustus Graham School of Design Fund, Museum Collection Fund,
- Subscripció especial, i John B. Woodward Memorial Fund;
- Comprat amb fons donats per Daniel M. Kelly i Charles Simon;
- Llegat de Mrs. William T. Brewster,
- Donació de Mrs. W. Woodward Phelps en memòria del seu pare i de la seva mare, Ella M. and John C. Southwick,
- Donació de Seymour Barnard,
- Llegat de Laura L. Barnes,
- Donació de J.A.H. Bell
- Llegat de Mark Finley,
- per intercanvi (amb el museu)[5]